# Zita Funkenhauser
Zita Funkenhauser (n. 1 iulie 1966, Satu Mare, România) este o fostă scrimeră germană de origine română specializată pe floretă. A fost campioană olimpică pe echipe la Los Angeles 1984 și la Seul 1988, fiind laureată în total cu patru medalii olimpice din trei participări. A fost și triplă campioană mondială pe echipe în 1985, 1989 și 1993, și a câștigat clasamentul general al Cupei Mondiale de Scrimă în 1989.

## Carieră
S-a născut în Satu Mare într-o familie de etnie șvabă. Bunicii săi vorbeau încă dialectul șvăbesc, nu și părintii, din cauza maghiarizării în timpul celui de-al Doilea Război Mondial. Tatăl său, László, era un tehnician într-o mare fabrică, în timp ce mama sa, Éva, era anestezistă într-un spital. Împreună cu sora sa mai mică Hedwig Funkenhauser, s-a apucat de scrimă din copilărie, familia sa locuind pe lângă sala de scrimă „Alexandru Csipler” din Satu Mare. Când avea 12 ani, Zita a devenit campioană națională la categoria de vârstă.
În anul 1978 a primit tatăl sa autorizația de emigrare și a plecat singur. Și-a găsit de lucru la fabrica Mercedes din Sindelfingen și în anul următor a putut aduce și familia în Germania. Părintii săi au ales Tauberbischofsheim, unul dintre centrele importante ale scrimei din Germania, pentru că fiice lor să se adapteze ușor la viața de acolo. Astfel au devenit prima familie din Transilvania în orașul. La Fecht-Club Tauberbischofsheim a fost descoperită de antrenorul Emil Beck, care a înscris-o pe ea la pensionatul sportiv din orașul.
La vârstă de 18 ani a fost selecționată în echipa națională a Germaniei de Vest pentru Jocurile Olimpice din 1984 de la Los Angeles. Germania a trecut de Italia în semifinală, apoi de România, cucerind medalia de aur, prima medalie ei la o competiție de anvergură. În anul următor a obținut medalia de aur pe echipe la Campionatul Mondial de la Barcelona. În anul 1987 a devenit vicecampioană mondială la individual, după ce a fost învinsă în finala de românca Elisabeta Tufan.
La Seul 1988, cea de-a doua participare la Jocurile Olimpice, a ajuns în semifinală, unde a pierdut cu conaționala sa Sabine Bau. Apoi a învins-o pe unguroaica Zsuzsa Jánosi în „finală mică” . Astfel, Germania de Vest a ocupat întregul podium: Anja Fichtel cu aurul, Sabine Bau cu argintul și Zita Funkenhauser cu bronzul. La proba pe echipe s-a confirmat monopolul german: echipa a trecut de Uniunea Sovietică, apoi de Italia, și a fost laureată cu aur. În anul următor a cucerit bronzul la individual la Campionatul Mondial de la Denver și a obținut un al doilea titlul mondial pe echipe.
La Budapesta 1992 s-a clasat pe locul 13 la individual. La proba pe echipe Germania a cucerit medalia de argint după un meci greu cu Italia. În anul următor s-a desfășurat Campionatul Mondial „acasă” în Essen. La proba individuală a cucerit medalia de bronz. La proba pe echipe, Germania a întâlnit în finala România, considerată ca favorită după ce a trecut categoric de Italia în semifinală. După un meci greu, care au durat peste două ore, Funkenhauser a reușit în ultimul releu tușa decisivă, adjudecându-se cel de-al treilea titlul mondial pe echipe. În paralel, sora sa Hedwig a cucerit argintul la proba de spadă pe echipe.
În anul 1996 s-a retras din carieră sportivă, după o medalie de bronz la Campionatul Mondial din 1995, cea de-a 13-a medalie într-un mare campionat.

## Viață personală
În paralel cu cariera sportivă a studiat ea la Universitatea din Würzburg pentru a deveni medic dentist, absolvind în anul 1994. În prezent are un cabinet propriu în Tauberbischofsheim și este dentista echipelor olimpice ale Germaniei. În această calitate a participat la Jocurile Olimpice din 2008 de la Beijing și la ediție din 2012 de la Londra.
În anul 1993 s-a căsătorit cu fostul floretist Matthias Behr, campion olimpic pe echipe la Jocurile Olimpice din 1976, apoi director sportiv al clubul de scrimă din Tauberbischofsheim. Împreună au două copii, gemenii Leandra și Greta, născute în 1996. Amândouă fetele sunt floretiste, membre echipei Germaniei la juniori.

## Legături externe
- en Zita Funkenhauser la Olympedia.org